# Stegolepis ligulata
Stegolepis ligulata är en gräsväxtart som beskrevs av Bassett Maguire. Stegolepis ligulata ingår i släktet Stegolepis och familjen Rapateaceae. Inga underarter finns listade i Catalogue of Life.